# НБА награда за животно дело
НБА награда за животно дело (енгл. NBA Lifetime Achievement Award) је годишња награда коју НБА од 2017. додељује играчима који су имали изванредно успешну каријеру. Први добитник ове награде био је Бил Расел.

## Списак награђених и њихови тимови
| Сезона   | Играч           | Тим(ови)                                              |
| -------- | --------------- | ----------------------------------------------------- |
| 2016/17. | Бил Расел       | Бостон селтикси (1956—69)                             |
| 2017/18. | Оскар Робертсон | Синсинати ројалси (1960—70) и Милвоки бакси (1970—74) |
| 2018/19. | Лари Берд       | Бостон селтикси (1979—92)                             |
| 2018/19. | Меџик Џонсон    | Лос Анђелес лејкерси (1979—91, 1996)                  |

Легенда:
|  | Активни кошаркаши                                    |
|  | Кошаркаши који су примљени у Кошаркашку Кућу славних |